# 任洛
任洛（1485年—？年），字仲伊，號西溪，河南開封府鈞州（今禹州市）人，民籍，治《禮記》，明朝政治人物。

## 生平
河南鄉試第四名舉人。正德六年（1511年）中式辛未科會試第三百四名，登第三甲第一百二十二名進士。初授桐乡县知县，正德十三年（1518年），选授山西道監察御史。十四年正月奉命清理四川军务，嘉靖元年（1522年）巡按河南，三年被所属小民讦奏下狱。七年起为山西蓟鎮副使，改陕西布政司右参政，十一年四月升本省按察使，十二年七月升山西右布政使，历左布政，十三年七月升为都察院左佥都御史、提督雁门等关兼巡抚山西，十四年调任辽东巡抚，十七年三月升右副都御史、巡抚陕西，二十年入为户部左侍郎，七月以会推宣大总督時未能踊跃任事，被革职閑住。

## 家族
曾祖任克讓；祖父任諒，義官；父任昇，義官。前母程氏，生五子：显、浚、俯、颙、貊；母焦氏，贈淑人，生七子：江、汉、溥、涣、淇、汴、洛。